# 砂防
砂防（さぼう、英語：SABO）とは、文字通り『砂（すな）』を『防（ふせ）ぐ』ということであり、大地震や火山 噴火、豪雨・台風等による自然現象や人為的行為がきっかけで荒廃した山地を緑に回復し、流出する土砂は、砂防堰堤（砂防ダム）や渓流保全工、山腹工等様々な対策工で、土砂災害から人々の暮らしと国土を守り、荒廃した自然を穏やかな自然に戻すことである。

## 砂防事業
土砂災害を防止するための様々な対策（調査、計画、工種・工法、施工技術等）の総称を「砂防事業」という。
砂防事業は、砂防法を根拠とし、治水上砂防のため、土砂の生産を制御し、流送土砂を扞止調節するに必要な事業であり、荒廃山地には山腹工、渓流や河川には砂防堰堤 、その下流には渓流保全工や遊砂地などを施工する。森林法を根拠とする治山事業は、水源涵養や土砂流出防止のため森林の造成または維持を行う。

## 言葉の由来
「砂防（さぼう）」という言葉の起源は、一般的に明治政府が出した1871年(明治4年)民部省達第2号による条文の「土砂ノ溢漏ヲ防グ可キ事」の中の土砂溢漏防止からの二文字だとされている。江戸時代に使われていた土砂流出防止の工事である土砂留に、工法や工事だけではなく、法体系や生活の営みの中で、土砂災害を防止するという概念の言葉として、砂防が明治の初め頃から使われ定着してきたと思われる。
また、英字「SABO」は、1951年（昭和26年）アメリカ大統領直属の最高技術委員委員長のウォルター・C・ローダーミルク（Walter C. Lowdermilk）が日本の砂防事業を視察した際、随行した参議院建設委員長赤木正雄と懇談し、砂防という言葉は、簡潔でしかも要点を得ている、よってこの「SABO」を世界の共通語にしたいと赤木に伝え、同年（昭和26年）開催されたブリュッセルの国際水文学会で「SABO Works」を世界の共通語にと提案し、それ以降「SABO」は世界で使われる共通の言葉となった。

## 歴史
我が国における山林保護の思想は7世紀から9世紀の文献にすでに認められるが、山林保護政策が行政の明確の意思として展開されるのは17世紀の江戸時代からである。
江戸時代
- 1666年 （寛文6年）-「諸国山川掟 」を発布。幕府が土砂流出を防止するための規制を全国一斉に定めたお触れ。
- 1704年 （元禄17年）- 福山藩 「山方取締の令」、砂留工事開始。わが国で最も古い砂防堰堤である「福山藩の砂留」[9]を築造し、現在堂々川・清水川水系（広島県福山市 ）に22基が現存、うち8基が国の登録有形文化財[8][10]。

明治時代
- 1873年 （明治6年）-「淀川水源防砂法」[11]八箇条が大蔵省から布達された。
- 1873年 （明治6年）- オランダ人技師ヨハニス・デ・レーケが来朝。29年間日本で治水砂防事業の指導に当たり、砂防事業の重要性・緊急性について建言を行い、とくに治水はまず砂防からと説いた功績は大きい。
- 1889年 （明治22年）- 内務省技師田辺義三郎が、現存する貴重な石積み堰堤「オランダ堰堤 」、「鎧堰堤」[12]（滋賀県大津市 ）を設計。
- 1897年 （明治30年）- 洪水の原因となる土砂流出を抑制して治水の目的を達成しようとする「砂防法 」が制定。
- 1901年 （明治34年) -東京帝国大学農科大学（現東京大学）に「理水及び砂防工学専攻」が開設。
- 1905年 （明治38年）- オーストリアからアメリゴ・ホフマン[13]が来日。東京帝国大学での教鞭の傍ら愛知県瀬戸市の治山事業「ホフマン工事」を行った。[8][10]

大正時代
- 1912年 （大正元年）- 諸戸北郎[13]が東京帝国大学の「森林理水及び砂防工学講座」の担当教官に日本人として初めて就任し、著書『理水及砂防工學 本論』[14]で、土石流 という用語を初めて使用。[15]
- 1914年 （大正3年）- 池田円男がフランスのサニエル渓谷の階段工を手本に、現存する牛伏川フランス式階段工（重要文化財）(長野県松本市）を設計。
- 1915年 （大正4年）- 我が国初のセメント使用による芦安堰堤[16]（登録有形文化財）を御勅使川（山梨県）に施工。
- 1925年 （大正14年）- 内務省技官の赤木正雄が全国の砂防行政を担当する傍ら、立山砂防事務所の初代所長として、常願寺川 （富山県）で流域源頭部の荒廃対策としての砂防事業が、いかに中・下流部の河状安定に寄与し、ひいては治水の根幹であることを実証した。日本の砂防計画論は赤木正雄が確立した[8][10]。

昭和時代
- 1932年 （昭和7年）- 政府は、昭和大恐慌からの脱却を図るため、時局匡救砂防事業（じきょくきょうきゅうさぼうじぎょう）として規模を大幅に拡大したことにより、全国で幅広く補助砂防事業が展開された。
- 1950年 （昭和25年）- 枕崎台風により荒廃した宮島の紅葉谷（広島県廿日市市）で巨石を庭園風に組み合わせた庭園砂防「紅葉谷川庭園砂防施設」（重要文化財）が竣工。
- 1958年 （昭和33年）- 地すべり等防止法が制定。
- 1961年 （昭和36年）- 災害対策基本法が制定。
- 1969年 （昭和44年）- 急傾斜地の崩壊による災害の防止に関する法律「急傾斜地法 」が制定。[8][10]

平成時代
- 1995年 （平成7年）- 阪神・淡路大震災を機に砂防ボランティア組織が全国に設立される。
- 2000年 （平成12年）- 土砂災害警戒区域等における土砂災害防止対策の推進に関する法律（土砂災害防止法）が制定。
- 2002年 （平成14年）- インタープリベント（INTERPRAEVENT）2002を長野県松本市で開催。ヨーロッパ以外では初開催。
- 2008年 （平成20年）- 緊急災害対策派遣隊 （テックフォース Tec Force）の設立。
- 2014年 （平成26年）- インタープリベント（INTERPRAEVENT）2014を奈良県奈良市で開催。
- 2016年 （平成28年）- 8月に長野県姫川砂防事務所[17]が「白馬村 ・小谷村限定砂防カード」として、初めて SABOカード （砂防カード）6枚を発行、9月には国土交通省 北陸地方整備局立山砂防事務所が「白岩砂防堰堤」, 「立山砂防工事専用軌道 」の SABOカード （砂防カード）を発行。
- 2018年 （平成30年）- インタープリベント（INTERPRAEVENT）2018を富山県富山市で開催[18]。

令和時代
- 2023年（令和5年）- 盛土等による災害から国民の生命・身体を守る観点から、危険な盛土等を全国一律の基準で包括的に規制する「宅地造成及び特定盛土等規制法」（盛土規制法）が2022年に公布、2023年に施行[19]。

## 法律と関係機関
砂防四法
土砂災害対策のハード対策に関する法律には、土石流や土砂流出対策に関する『砂防法』（1897年）、地すべり対策については『地すべり等防止法』（1958年）、がけ崩れ対策については『急傾斜地法』（1969年）に加えて、警戒避難体制の整備等を図るソフト対策に関する法律として、『土砂災害防止法』（2000年）があり、この四つの法律をまとめて「砂防四法」呼んでいる。
砂防に関する組織
砂防四法に基づいて行う砂防行政は、国土交通省砂防部が担当し、地方に北海道開発局と８つの地方整備局がおかれ、その出先として直轄工事を担当する砂防事務所等が配置されている。
都道府県においても、土木部、県土整備部など社会基盤整備を担当する部局に砂防担当課がおかれ、地域防災を担う市町村と連携しながら、対策工事や砂防四法に関する業務など行っている。
砂防に関する研究機関
土石流や地すべり、がけ崩れなどの土砂移動現象がどのように発生するか、また対策をどのように行えばよいかについては、国土交通省国土技術政策総合研究所土砂災害研究部、独立行政法人土木研究所土砂管理研究グループ、独立行政法人土木研究所雪崩・地すべり研究センター等の研究機関、並びに多くの大学が様々な研究を続け、さらなる砂防の研究・技術開発に取り組んでいる。

## 海外の砂防
砂防技術協力
砂防における海外への技術協力は、主に独立行政法人国際協力機構 (JICA) を通じて行われ、1970年に砂防技術に詳しい専門家が長期派遣されたインドネシアをはじめ、ネパール 、フィリピン 、ホンジュラス 、ベネズエラ 、ペルー 、イラン 、エチオピア 、スリランカ 、ブラジルの10か国に延べ140人以上がこれまでに派遣された。さらに短期専門家では63か国へ、各国の砂防に関する技術的な支援要請に応えている。
国際会議等
日本はオーストリアが提唱し、4年に一度、ヨーロッパで開催されるインタープリベント（INTERPRAEVENT：土砂災害防止に関する国際学術会議）に1980年より参加している。また、2002年より、日本が提唱した環太平洋インタープリベントが、同じく4年に一度アジアで開催されるようになり、これまでに松本市 、新潟市 、台北市 、奈良市 、富山市 、台中市で開催された。

## 砂防に関する博物館・資料館等
砂防に関する主な博物館、資料館等は以下がある。
1. 十勝岳火山砂防情報センター
2. 譲原防災センター
3. 立山カルデラ砂防博物館
4. 白山砂防科学館
5. 奥飛騨さぼう塾（神通砂防資料館）
6. さぼう遊学館
7. 水のめぐみアクア琵琶
8. 和歌山県土砂災害啓発センター
9. 砂防の父 赤木正雄展示館
10. 雲仙岳災害記念館（がまだすドーム）
11. 大野木場監視所(愛称:大野木場砂防みらい館)
12. 桜島国際火山砂防センター
13. 砂防図書館